# 2,3,4,5,6,7,8,9,10,11,12,13,14,15,16,17,18,19,20-Nonadécaméthylheneicosane
Le 2,3,4,5,6,7,8,9,10,11,12,13,14,15,16,17,18,19,20-nonadécaméthylheneicosane est un alcane supérieur ramifié de formule semi-développée (CH3)2CH-[CH(CH3)]17-CH(CH3)2. C'est un isomère du tétracontane.
Les atomes de carbone C3 à C19 sauf C11 sont asymétriques et cette molécule possède un plan de symétrie passant par C11. Donc elle se présente sous la forme de nombreuses paires d'énantiomères et de nombreux composés méso.